# Lavandula latifolia
Pour les articles homonymes, voir Aspic.
Espèce
Statut de conservation UICN

 LC  : Préoccupation mineure
Lavandula latifolia, anciennement Lavandula spica, la Lavande aspic ou Lavande à larges feuilles, est une espèce de plantes à fleurs de la famille des Lamiaceae. C'est un arbrisseau présent en Espagne et en France. Il affectionne les zones de petite montagne, au climat méditerranéen, où il pousse en buissons. On le trouve également dans les Pyrénées, dans les montagnes séparant la province de Valence de l’Aragon et en Catalogne.
Cette lavande, peu appréciée en parfumerie, entre dans la composition du baume du tigre.

## Description
C'est un arbrisseau buissonnant qui peut atteindre 80 cm de hauteur[réf. nécessaire]. Les feuilles, linéaires et oblongues, ont une longueur atteignant 10 cm[réf. nécessaire].
Les fleurs apparaissent en août sur des épis. De couleur bleue ou violette, elles sont parfumées et dégagent une odeur camphrée. Elles sont pollinisées par différents insectes.
Lavandula latifolia contient 2n= 50 chromosomes alors que Lavandula angustifolia en contient 2n= 48, raison pour laquelle leur hybride appelé Lavandin est stérile.

## Composition chimique de l’huile essentielle
La Lavande aspic est composée de substances entrant dans la composition de son huile essentielle : camphre  (36 %), cinéol (33 %), bornéol (4 %) (ou camphre de Bornéo (molécule : C10H18O), α-pinène (4 %), β-pinène (3 %), caryophyllène (2 %), camphène (2 %), guaiazulène 2 %, linalol et géraniol.

## Utilisations
- L'huile d'aspic (une huile essentielle produite à partir de Lavandula latifolia) a été utilisée comme dissolvant en peinture[1].
- La Lavande aspic a les mêmes caractéristiques médicinales que la lavande vraie (L. angustifolia). L’huile essentielle extraite des fleurs a des caractéristiques abortives, antibactériennes et antiseptiques. C'est aussi une exceptionnelle antivirale[2]. Elle peut être utilisée pour l'aromathérapie.
- Comme antibactérien, l’huile permet par usage externe de soigner plaies, brûlures et piqûres. Elle constitue un traitement d'appoint contre la dermatite atopique (eczéma). Absorbée en tisane, la plante est utilisée pour traiter des désordres de la digestion ou du système immunitaire.
- Au contraire, les essences peuvent produire de l’ulcère, des réactions allergiques et, à forte dose, des maux de tête, des nausées, des vomissements et de la somnolence. Pour ces motifs, leur utilisation doit se faire sous conseil médical.

## Autres dénominations
- Lavandula spica subsp. latifolia Bonnier & Layens [1894] ;
- Lavandula latifolia var. tomentosa Briq. [1895] ;
- Lavandula latifolia var. erigens (Jord. & Fourr.) Rouy [1909] ;
- Lavandula interrupta Jord. & Fourr. [1868] ;
- Lavandula inclinans Jord. & Fourr. [1868] ;
- Lavandula guinandii Gand. [1875] ;
- Lavandula erigens Jord. & Fourr. [1868] ;
- Lavandula decipiens Gand. [1875] ;
- Lavandula cladophora Gand. ;
- Nard rustique, italien Panckoucke, Dictionnaire des sciences médicales, vol. 35 [1819].
- Noms vernaculaires selon tela-botanica